# Iris (pel·lícula de 2001)
 Iris és una pel·lícula britànico-estatunidenca dirigida per Richard Eyre, estrenada el 2001. Ha estat doblada al català.

## Argument
El film narra la vida de la filòsofa i novel·lista Iris Murdoch des de la seva joventut, centrant-se en la història d'amor amb el seu marit John Bayley, els seus avenços acadèmics i èxits reconeguts i, sobretot, el seu afrontament de la Malaltia d'Alzheimer que va posar fi a la seva vida en la dècada de 1990.

## Repartiment
- Judi Dench: Iris Murdoch
- Jim Broadbent: John Bayley
- Kate Winslet: Jove Iris Murdoch
- Hugh Bonneville: Jove John Bayley
- Penelope Wilton: Janet Stone
- Eleanor Bron: Principal
- Angela Morant: Hostessa
- Siobhan Hayes: Noia del Check-Out
- Juliet Aubrey: Jove Janet Stone
- Joan Bakewell: Presentador de la BBC
- Kris Marshall: Dr. Gudgeon
- Tom Mannion: Neurologista
- Derek Hutchinson: Carter
- Samuel West: Jove Maurice

## Premis i nominacions

### Premis
- 2002. Oscar al millor actor secundari per Jim Broadbent
- 2002. Globus d'Or al millor actor secundari per Jim Broadbent
- 2002. BAFTA a la millor actriu per Judi Dench

### Nominacions
- 2002. Os d'Or
- 2002. Oscar a la millor actriu per Judi Dench
- 2002. Oscar a la millor actriu secundària per Kate Winslet
- 2002. Globus d'Or a la millor actriu dramàtica per Judi Dench
- 2002. Globus d'Or a la millor actriu secundària per Kate Winslet
- 2002. BAFTA a la millor pel·lícula britànica
- 2002. BAFTA a la millor actriu secundària per Kate Winslet
- 2002. BAFTA al millor actor secundari per Hugh Bonneville
- 2002. BAFTA al millor actor per Jim Broadbent
- 2002. BAFTA al millor guió per Richard Eyre i Charles Wood